# Per aspera ad astra
Per aspera ad astra, también Ad astra per aspera, es una frase en latín que en español significaría «A través del esfuerzo, el triunfo», «Por el sendero áspero, a las estrellas», «Por las rudezas del camino, hacia las estrellas» o «Hacia las estrellas a través de las dificultades».

## Situaciones históricas
Se utiliza también en la forma ad astra per aspera, derivada de la frase original utilizada en la obra de Séneca, el joven. La frase de Séneca fue: «Non est ad astra mollis e terris via». Su traducción al español sería: «No hay camino fácil de la Tierra a las estrellas»
La frase Per aspera ad astra inspiró además un pasaje de la Regla de san Benito (Regula 58,8): «Praedicentur ei omnia dura et aspera, per quae itur ad Deum» («Prevénganlo de todas las cosas duras y ásperas por las cuales se va a Dios»).

Escudo del cardenal ucraniano Josyf Slipyj, con el lema episcopal Per aspera ad astra.

## Usos
Esta frase, en sus dos acepciones, es frecuentemente utilizada como un lema en heráldica, así como lema por diversas organizaciones o título de publicaciones:
Religión
- Per aspera ad astra fue el lema episcopal del cardenal ucraniano Josyf Slipyj, arzobispo mayor de la Iglesia greco-católica de Ucrania. Preso bajo el régimen soviético, fue finalmente liberado para participar en el Concilio Vaticano II.[3]

Ejército
- Ad astra per aspera es el lema del Grupo 5 de Caza de la Fuerza Aérea Argentina.[4]
- Per aspera ad astra es el lema del Ejército del Aire de España.

- Per aspera ad astra es el lema de la Fuerza Aérea de Sudáfrica.

Deportes
- Ad astra per aspera es el lema del equipo de fútbol Unionistas de Salamanca C.F., radicado en Salamanca, España.
- Per aspera Ad astra es el lema del instituto de fútbol femenino Turenita, radicado en Buenos Aires, Argentina.

Educación
- Per aspera ad astra es el lema del Instituto Nacional Mejía de Quito, en Ecuador.

- Ad astra per aspera es el lema del Instituto Técnico Ricaldone en San Salvador, El Salvador.

- Per aspera ad astra es el lema de la Universidad Autónoma de Asunción, Paraguay.

Varios
- Ad astra per aspera es el lema del Estado de Kansas, Estados Unidos.

Cine – ficción
- Ad astra per aspera es el lema de la ficticia Flota Estelar, antes de la creación de la Federación Unida de Planetas en el universo de Star Trek
- Ad astra per aspera es el título del episodio dos de la temporada dos de la serie de ciencia ficción Star Trek: SNW

- Per aspera ad astra es el lema que aparece en la nave espacial, y da nombre a la misma, en el manga y anime Kanata no Astra (Astra Lost in Space).

- Per aspera ad astra es una cita muy utilizada en la Saga de Novelas de "Amanecer Rojo" de Pierce Brown.

- Per aspera ad astra es el lema del canal de YouTube "Monitor fantasma"
- Per aspera ad astra es un lema escrito en las réplicas oficiales del diario 3 de la serie Gravity Falls de Disney.
- Per aspera ad astra  es el nombre que recibe el noble fantasma del servant clase Lancer Romulus-Quirinus del juego Fate/Grand Order.

Música
- Per aspera ad astra es el título de una canción de la banda alemana de metal neoclásico Haggard.
- Per aspera ad astra es el título de una pieza de la banda sonora de los videojuegos Pokémon Omega Ruby Ω y Pokémon Alfa Zafiro α. Lanzados por Nintendo para la consola Nintendo 3DS.
- "Ad Astra" es el título del álbum de 2024 del grupo italiano de pop lírico Il Volo. Dentro del álbum hay dos canciones "Per aspera...(intro)" y "...Ad Astra (Outro)"  en la letra de esta última dice:

"...Per aspera ad astra

Solo un pugno di stelle in tasca

Per aspera ad astra

Un salto, io e te

Per aspera ad astra

Solo un pugno di stelle in tasca

Per aspera ad astra

Il dubbio e la risposta..."